# トゥールヴィル級駆逐艦
トゥールヴィル級駆逐艦（Frégates Anti Sous-marines de classe Tourville）は、フランス海軍の駆逐艦の艦級。計画艦型番号は、当初はコルベット（Corvette）と称されていたことからC-67Aとされていたが、1971年7月8日付けでフリゲート（Frégate）に変更されたことからF-67となった。なお北大西洋条約機構（NATO）によるペナント・ナンバーでは、就役当初より一貫して駆逐艦を意味する「D」の艦種記号を付されている。

## 来歴
フランス海軍が1940年代末から1950年代にかけて建造した第二次世界大戦後第1世代の駆逐艦は、艦隊護衛艦（Escorteurs d'escadre）と称される対空・対水上兵装主体の艦であった。その後、第二次大戦後の潜水艦脅威の深刻化を受けて、まず1956年度計画で、艦隊護衛艦をもとに対潜戦を重視して装備を変更した「ラ・ガリソニエール」（T-56型）が建造された。
その後、1965～70年の5ヶ年計画で、対潜戦重視の大型護衛艦（コルベット）5隻の建造が計画され、まず1965年度計画で「アコニト」（C-65型）が建造された。しかし同艦は、艦隊護衛艦としては低速すぎる一方、船団護衛艦としては高級すぎて中途半端であると考えられたことから、当初計画されていた姉妹艦4隻の建造は中止された。かわって同艦の運用実績を加味した新型コルベットとして建造されたのが本級である。

## 設計
上記の経緯より、設計面ではおおむねC-65型の拡大強化型となっている。船型は長船首楼型を踏襲しており、マック構造の採用も同様である。ただしC-65型では1軸推進方式が採用されていたのに対し、本級では従来通りの2軸推進方式に戻された。基本的にはC-65型の主機関（多重缶式ボイラー2缶とラトゥー社製の2段減速式蒸気タービン）を2セット搭載したかたちになっており、これにより、最大速力は27ノットから32ノットに向上した。
フィンスタビライザーを備えており、堪航性に優れたものとなっている。

## 装備
センサー面では、当初はC-65型と同様のものになる予定であった。しかし建造途上でレーダーは更新されることになり、対空捜索レーダーはDRBV-26に、また目標捕捉レーダーもDRBV-51B（当初はDRBV-50）が搭載された。ソナーはC-65型と同様、艦首装備式のDUBV-23と可変深度式のDUBV-43とされている。
主砲としてはC-65型と同じく55口径100mm単装砲（Mle.68）とされた。当初は、艦首に背負式に2基、また後部上部構造物上に1基を設置していたが、3番艦は3番砲のかわりにクロタル個艦防空ミサイルの8連装発射機を搭載して竣工しており、1・2番艦も、1979年から1981年にかけて同様に換装した。砲射撃指揮装置としては、DRBC-32Dを1基、艦橋構造物上に備えている。また対水上打撃力として、フランスの新造大型護衛艦として初めてエグゾセMM38艦対艦ミサイルを採用しており、3連装発射筒を艦橋構造物後方両舷に設置した（後にMM40に更新）。
対潜兵器として、マラフォン対潜ミサイル発射機を中部甲板に搭載した。また船首楼甲板の後端部はヘリコプター甲板とされており、上部構造物後方にはウェストランド・リンクス哨戒ヘリコプター2機分のハンガーが設けられている。
1986年には、1番艦に対して低周波での遠距離探知に対応したDSBV-61曳航ソナーの追加装備が行われた。さらに1994年から1996年にかけて、1・3番艦に対して、12年の艦齢延長を含む大規模な近代化改修が行われた。この際にマラフォン発射機が撤去されたかわりに、戦術情報処理装置の性能向上や強力なDSBX-1 SLASM（Systemé de Lutte ASM）の装備、電波探知装置の更新（ARBB-33へ）、衛星通信システムの更新（シラキューズIIへ）などの改修が行われた。近代化改修の対象外となった2番艦に対しては、1993年から1994年にかけて旗艦としての改装が行われたが、1999年に早期退役している。

## 同型艦
| #    | 艦名                               | 起工           | 進水            | 就役           | 退役           |
| ---- | ---------------------------------- | -------------- | --------------- | -------------- | -------------- |
| D610 | トゥールヴィル Tourville           | 1970年 3月13日 | 1972年 5月13日  | 1974年 6月21日 | 2011年 6月16日 |
| D611 | デュゲイ＝トルーアン Duguay-Trouin | 1971年 2月25日 | 1973年 6月1日   | 1975年 9月17日 | 1999年 7月13日 |
| D612 | ド・グラース De Grasse             | 1972年 7月15日 | 1974年 11月30日 | 1977年 10月1日 | 2013年 5月5日  |